# Sônia Luyten
Sônia Maria Bibe Luyten est une chercheuse brésilienne, spécialiste de la bande dessinée et de la pop culture japonaise. Elle est diplômée en journalisme de la Faculdade Cásper Líbero et détient une maîtrise et d'un doctorat de l'École des communications et des arts de l'Université de São Paulo en sciences de la communication,.

## Biographie
Luyten est l'une des pionnières dans l'étude de la bande dessinée au Brésil, commençant à se consacrer au thème dans les années 70. Luyten est professeur à l'Université de São Paulo et dans d'autres institutions. Elle est également professeur invité à l'Université des études étrangères d'Osaka et de Tokyo (1984-1990), professeur à l'Université royale d'Utrecht (1993-1996) et professeur invité à l'Université de Poitiers (1998-1999). En 2009, elle est professeur à l'Université Presidente Antônio Carlos (UNIPAC), à Juiz de Fora,.
Dans les années 70, elle fonde à l'USP le premier centre d'étude sur manga, qui devient l'embryon de l'Association brésilienne des dessinateurs de mangas (Abrademi). Elle remporte deux fois le Troféu HQ Mix pour sa production théorique et, depuis 2009, elle est membre du comité d'organisation du prix.
Sonia est mariée à Joseph Luyten (1941-2006), un professeur et chercheur néerlandais de renom, dédié aux études de Littérature de cordel, décédé en juillet 2006 d'une crise cardiaque,.